# Вембли (стадион)
Стадион Вембли (енгл. Wembley Stadium), познат и као Нови Вембли, фудбалски је стадион у Лондонској општини Брент (Енглеска). Изграђен је на месту некадашњег „старог Вемблија“ саграђеног 1923. године. Свечано је отворен 9. марта 2007. године.
Према критеријима УЕФА Вембли стадион се убраја у најмодернија фудбалска здања и категорисан је са 5 звездица. Са капацитетом од 90.000 седећих места други је по величини стадион у Европи (одмах иза Камп ноуа у Барселони) а први је по величини наткривени стадион у свету. Стадион је у власништву Фудбалског савеза Енглеске и на њему своје утакмице игра фудбалска репрезентација Енглеске. На Вемблију се одржавају и неке од утакмица завршне фазе националног ФА купа. Такође 2011. ту је одржано финале Лиге Шампиона у фудбалу између Барселоне и Манчестер јунајтеда, а такође је планирано финале истог такмичења и у 2013. години. Финалне утакмице фудбалског олимпијског турнира 2012. су игране управо на Вемблију.
Стадион се одликује делимично покретним кровом а један од најупечатљивијих симбола новог Вемблија је 134 метра високи лук изнад стадиона. Лук је изграђен од челичне конструкције и има распон од 317 м што Вемблију даје јединствен изглед када су фудбалски стадиони у питању. 
Прву званичну утакмицу на стадиону одиграле су младе (У-21) репрезентације Енглеске и Италије, 24. марта 2007.

## Стадион
Архитектонски план новог Вемблија израдиле су архитекте лондонских фирми Фостер енд Партнерс (Foster and Partners) и Популус (Populous) а главни извођач радова била је аустралијска грађевинска компанија - Брукфилд Мултиплекс (Brookfield Multiplex). Трошкови градње износили су 798 милиона фунти, и по томе се Нови Вембли убраја међу најскупље спортске објекте икада саграђене.
Око целог терена у облику здјеле су саграђене трибине са 90.000 седећих места које су готово у целости наткривене статичним кровом. Доњи ниво трибина је покретан и у зависности од потреба може се уклонити (у случају атлетских такмичења). Изнад кровне конструкције налази се један од најупечатљивијих симбола стадиона, велики Вембли лук висине 133 метра, изграђен од челичних решетки. Пречник лука је 7 метара, издигнут је под углом од 22° изнад равни крова са пречником у основи од 315 метара. Лук служи као подршка целокупној тежини северне кровне конструкције те 60% тежине јужног покретног крова. Вемблијев лук представља најмасивнију кровну конструкцију на свету без додатних ослонаца (само на две тачке). Уместо 39 степеника који су делили терен за игру од Краљевске ложе где су се додељивали трофеји на старом Вемблију, на новом стадиону то растојање је повећано на 107 степеника.